# Бадмахалгаев, Лаг Цаганманджиевич
Лаг Цаганманджиевич Бадмахалгаев (калм. Бадм-Хаалһин Цаһан-Манҗин Лаг; 8 декабря 1935, Республика Калмыкия — 15 апреля 2025) — советский хозяйственный, государственный и политический деятель, доктор экономических наук, профессор, действительный член Российской академии естественных наук.

## Биография
Родился в 1935 году. Член КПСС.
В 1955—2017 годах работал на следующих должностях:
- агроном, экономист, директор совхоза,
- секретарь райкомов ВЛКСМ, райкома КПСС,
- заместитель министра сельского хозяйства Калмыцкой АССР,
- председатель Совета Министров Калмыцкой АССР,
- ответственный работник Совета Министров РСФСР, Госкомитета РСФСР по делам национальностей,
- профессор кафедры экономической безопасности, учёта и финансов ФГБОУ ВО «Калмыцкий государственный университет им. Б. Б. Городовикова».

Избирался депутатом Верховного Совета РСФСР 9, 10, 11-го созывов.
Умер 15 апреля 2025 года в возрасте 89 лет.

## Награды
- Почётный гражданин Республики Калмыкия

- «Герой Калымкии» (2023 год)[2]